# Cerro Branco
Cerro Branco es un municipio brasilero del estado de Rio Grande do Sul.
Se encuentra ubicado a una latitud de 29º39'16" Sur y una longitud de 52º56'01" Oeste, estando a una altitud de 83 metros sobre el nivel del mar. Su población estimada para el año 2004 era de 4.308 habitantes.
Ocupa una superficie de 156,44 km².
- Datos: Q1758795
- Multimedia: Cerro Branco / Q1758795